# Sacerdoci universal
El sacerdoci de tots els creients és una doctrina cristiana que proclama el sacerdoci general de tots els creients, fent exclusió del sacerdoci ministerial o presbiteral. Els qui la professen es basen en la seva interpretació de diversos passatges del Nou Testament. És emfatitzat sobretot en el Protestantisme, que l'utilitza per a rebutjar qualsevol concepte de sacerdoci ministerial o presbiteral, tal com ho proclamen altres esglésies cristianes com l'ortodoxa i catòlica.
Alguns passatges de l'Escriptura fets servir en la doctrina són: Primera carta de Pere, 2:9:
Però vosaltres sou llinatge escollit, casa reial, comunitat sacerdotal, nació santa, poble que Déu s'ha reservat, perquè proclameu la lloança d'aquell qui us ha cridat de les tenebres a la seva llum admirable (Versió BCI)
Altres passatges de les Escriptures rellevants són 1ª Pere 2:4-8, Apocalipsi 1:4-6, 5:6-10, i molts en l'Epístola als Hebreus.
La major part dels credos protestants rebutgen la idea del sacerdoci presbiteral, interpretant-lo com si fos un monopoli. En moltes esglésies protestants existeixen persones que treballen a temps complet, fent tasques com administrar i organitzar l'Església, ensenyar doctrina, dirigir cultes, administrar els sagraments, etc
En el llibre dels Fets dels Apòstols, que dona indicis de la forma d'organització de l'església cristiana primigènia, s'observa com la doctrina cristiana era ensenyada pels apòstols a tots els creients.
Martí Luter i Calvino van convertir aquesta doctrina en un dels principis bàsics de la seva doctrina.
La majoria dels protestants estableixen algun tipus de distinció entre els seus propis ministres ordenats i els laics, però ho consideren assumpte d'ordre i disciplina eclesiàstics i no són una jerarquia espiritual ni molt menys "graus de santedat", però en les altres doctrines tenen a veure amb administració, ministeri, i facultats.